# Maja goltziana
Maja goltziana is een krabbensoort uit de familie van de Majidae. De wetenschappelijke naam van de soort is voor het eerst geldig gepubliceerd in 1888 door d’Oliveira.